# Soleneiscidae
Soleneiscidae é uma família de esponjas marinhas da ordem Clathrinida.

## Gêneros
- Dendya Bidder, 1898
- Soleneiscus Borojevic, Boury-Esnault, Manuel e Vacelet, 2002